# Liga Leumit 1971-1972
La Liga Leumit 1971-1972 è stata la 31ª edizione della massima serie del campionato israeliano di calcio.
Presero parte al torneo 16 squadre, che si affrontarono in un girone all'italiana con partite di andata e ritorno. Per ogni vittoria si assegnavano due punti e per il pareggio un punto.
Le ultime due classificate sarebbero state retrocesse in Liga Alef, dalla quale sarebbero state promosse le prime due classificate.
Il torneo fu vinto, per la dodicesima volta, dal Maccabi Tel Aviv.
Capocannoniere del torneo fu Yehuda Shaharabani, dell'Hakoah Ramat Gan, con 21 goal.

## Squadre partecipanti
| Club               | Città       |
| ------------------ | ----------- |
| Beitar Gerusalemme | Gerusalemme |
| Beitar Tel Aviv    | Tel Aviv    |
| Bnei Yehuda        | Tel Aviv    |
| Hakoah Ramat Gan   | Ramat Gan   |
| Hapoel Be'er Sheva | Be'er Sheva |
| Hapoel Gerusalemme | Gerusalemme |
| Hapoel Hadera      | Hadera      |
| Hapoel Haifa       | Haifa       |
| Hapoel Kfar Saba   | Kfar Saba   |
| Hapoel Petah Tiqwa | Petah Tiqwa |
| Hapoel Tel Aviv    | Tel Aviv    |
| Maccabi Giaffa     | Giaffa      |
| Maccabi Haifa      | Haifa       |
| Maccabi Netanya    | Netanya     |
| Maccabi Tel Aviv   | Tel Aviv    |
| Shimshon Tel Aviv  | Tel Aviv    |

## Classifica finale
|                     | Pos. | Squadra            | Pt | G  | V  | N  | P  | GF | GS | DR  |
| ------------------- | ---- | ------------------ | -- | -- | -- | -- | -- | -- | -- | --- |
| Campione di Israele | 1.   | Maccabi Tel Aviv   | 45 | 30 | 18 | 9  | 3  | 45 | 20 | +25 |
|                     | 2.   | Beitar Gerusalemme | 41 | 30 | 16 | 9  | 5  | 36 | 15 | +21 |
|                     | 3.   | Hakoah Ramat Gan   | 39 | 30 | 15 | 9  | 6  | 48 | 27 | +21 |
|                     | 4.   | Maccabi Netanya    | 37 | 30 | 15 | 7  | 8  | 44 | 29 | +15 |
|                     | 5.   | Maccabi Giaffa     | 37 | 30 | 13 | 11 | 6  | 34 | 21 | +13 |
|                     | 6.   | Hapoel Haifa       | 36 | 30 | 14 | 8  | 8  | 37 | 18 | +19 |
|                     | 7.   | Maccabi Haifa      | 31 | 30 | 10 | 11 | 9  | 31 | 33 | -2  |
|                     | 8.   | Hapoel Gerusalemme | 28 | 30 | 9  | 10 | 11 | 30 | 32 | -2  |
|                     | 9.   | Hapoel Kfar Saba   | 27 | 30 | 6  | 15 | 9  | 26 | 32 | -6  |
|                     | 10.  | Beitar Tel Aviv    | 26 | 30 | 9  | 8  | 13 | 21 | 31 | -10 |
|                     | 11.  | Hapoel Petah Tiqwa | 25 | 30 | 8  | 9  | 13 | 24 | 37 | -13 |
|                     | 12.  | Hapoel Be'er Sheva | 25 | 30 | 7  | 11 | 12 | 25 | 39 | -14 |
|                     | 13.  | Hapoel Tel Aviv    | 24 | 30 | 7  | 10 | 13 | 27 | 37 | -10 |
|                     | 14.  | Shimshon Tel Aviv  | 23 | 30 | 9  | 5  | 16 | 25 | 39 | -14 |
|                     | 15.  | Bnei Yehuda        | 19 | 30 | 5  | 9  | 16 | 17 | 41 | -24 |
|                     | 16.  | Hapoel Hadera      | 17 | 30 | 3  | 11 | 16 | 13 | 32 | -19 |

## Verdetti
- Maccabi Tel Aviv campione di Israele 1971-1972
- Bnei Yehuda e Hapoel Hadera retrocessi in Liga Alef 1972-1973
- Maccabi Petah Tiqwa e Hapoel Marmorek   promossi in Liga Leumit 1972-1973